# Patrick Christopher Pinder

Wappen von Patrick Christopher Pinder

Patrick Christopher Pinder (* 15. November 1945 in Nassau) ist ein bahamaischer Geistlicher und römisch-katholischer Erzbischof von Nassau.

## Leben
Patrick Christopher Pinder empfing am 30. April 1980 die Priesterweihe.
Papst Johannes Paul II. ernannte ihn am 27. Juni 2003 zum Titularbischof von Casae Calanae und Weihbischof in Nassau. Der Erzbischof von Nassau, Lawrence Aloysius Burke SJ, spendete ihm am 15. August desselben Jahres die Bischofsweihe; Mitkonsekratoren waren Robert Kurtz CR, Bischof von Hamilton in Bermuda, und Edgerton Roland Clarke, Erzbischof von Kingston in Jamaika. 
Am 17. Februar 2004 wurde er zum Erzbischof von Nassau ernannt. Seit 2014 gehört er der Kongregation für die Evangelisierung der Völker an.